# Sidney (Maine)
Sidney es un pueblo ubicado en el condado de Kennebec en el estado estadounidense de Maine. En el Censo de 2010 tenía una población de 4.208 habitantes y una densidad poblacional de 35,7 personas por km².

## Geografía
Sidney se encuentra ubicado en las coordenadas 44°26′18″N 69°45′21″O / 44.43833, -69.75583. Según la Oficina del Censo de los Estados Unidos, Sidney tiene una superficie total de 117.87 km², de la cual 109.42 km² corresponden a tierra firme y (7.17%) 8.45 km² es agua.

## Demografía
Según el censo de 2010, había 4.208 personas residiendo en Sidney. La densidad de población era de 35,7 hab./km². De los 4.208 habitantes, Sidney estaba compuesto por el 98% blancos, el 0.14% eran afroamericanos, el 0.33% eran amerindios, el 0.31% eran asiáticos, el 0.05% eran isleños del Pacífico, el 0.12% eran de otras razas y el 1.05% pertenecían a dos o más razas. Del total de la población el 0.67% eran hispanos o latinos de cualquier raza.